# Kvartal (tidskrift)
Kvartal är en svensk nättidskrift, startad i Stockholm 2016 och inriktad på samhällsjournalistik.
Kvartal grundades i Stockholm 2016 av en insamlingsstiftelse där Thomas Gür och Erik Åfors ingick i ledningen. Tidskriften är politiskt obunden och har samhällsjournalistisk inriktning. De första åren kännetecknades Kvartal av längre samhällsanalytiska essäer.  
När Jörgen Huitfeldt 2019 tog över som chefredaktör inleddes en successiv förändring av inriktningen till det som Kvartal är idag, en journalistisk produkt som till lika delar utgörs av text- och ljudjournalistik.
I oktober 2022 köptes verksamheten från den tidigare ägaren, Insamlingsstiftelsen Kvartal, av Mediehuset Kvartal AB som ägs och drivs av chefredaktören Jörgen Huitfeldt och Ludde Hellberg (vd).

## Innehåll
Den 10 november 2017 lanserades poddradiotjänsten Kvartal Play och programmet Fredagsintervjun. Den första intervjun var med förre statsministern Göran Persson.
Ett annat återkommande program är Veckopanelen där programledaren (Staffan Dopping eller Jörgen Huitfeldt) i en timme samtalar med tre panelister om aktuella ämnen. Jan Scherman, som själv ibland deltar som panelist, sade 2023 att Veckopanelen skiljer sig från andra program i samma genre främst genom att framprovocerade underhållningsvärden var avlägsnade och att programmet mer var folkbildning och kunskapsförmedling.

## Redaktion och skribenter
Chefredaktörer
- Peter Santesson 2016–2017
- Paulina Neuding 2017–2019[7][8][9]
- Jörgen Huitfeldt 2019–

Utöver Huitfeldt ingår i redaktionen även bland andra:
- Ludde Hellberg, verkställande direktör
- Staffan Dopping, poddredaktör
- Ola Wong, kulturredaktör
- Henrik Höjer, vetenskapsredaktör

Före 2022 ingick bland andra
- Viktor Barth-Kron (2019), bland annat satirprogrammet Veckan med Viktor[10][11][12]

I redaktionsrådet ingår (2021) Katarina Barrling, Magnus Henrekson, Johan Lundberg, Helena Nordenstedt och Stefan Ring.
Tidskriften Kvartal har publicerat essäer av bland andra Ann-Charlotte Marteus, Malcom Kyeyune, Mikael Sandström, Torbjörn Tännsjö, Hans Bergström, Per Brinkemo och Kjell-Olof Feldt.

## Ägande
Kvartal ägdes ursprungligen av Insamlingsstiftelsen Kvartal, som tillkom på initiativ av Thomas Gür, Peter Santesson och Erik Åfors. Därigenom fick projektet finansiering från riskkapitalister såsom Patrik Wahlén, Staffan Persson och Jonas Engwall samt den borgerliga opinionsbildaren Hans Bergström. Sedan hösten 2022 ägs tidningen av Jörgen Huitfeldt (chefredaktör), Ludde Hellberg (vd) och flera fristående finansiärer. I samband med ägarbytet infördes även en ny prenumerationsform med artiklar bakom betalvägg.